# Grytgöl
Grytgöl è un'area urbana della Svezia situata nel comune di Finspång, contea di Östergötland.
La popolazione risultante dal censimento 2010 era di 263 abitanti .